# Ummerstadt
Ummerstadt ist eine Stadt im Landkreis Hildburghausen in Thüringen und seit 1994 Mitglied der Verwaltungsgemeinschaft Heldburger Unterland. Mit 462 Einwohnern (31. Dezember 2024) ist sie die kleinste Stadt Thüringens, die kleinste der Region Franken und die zweitkleinste in Deutschland.

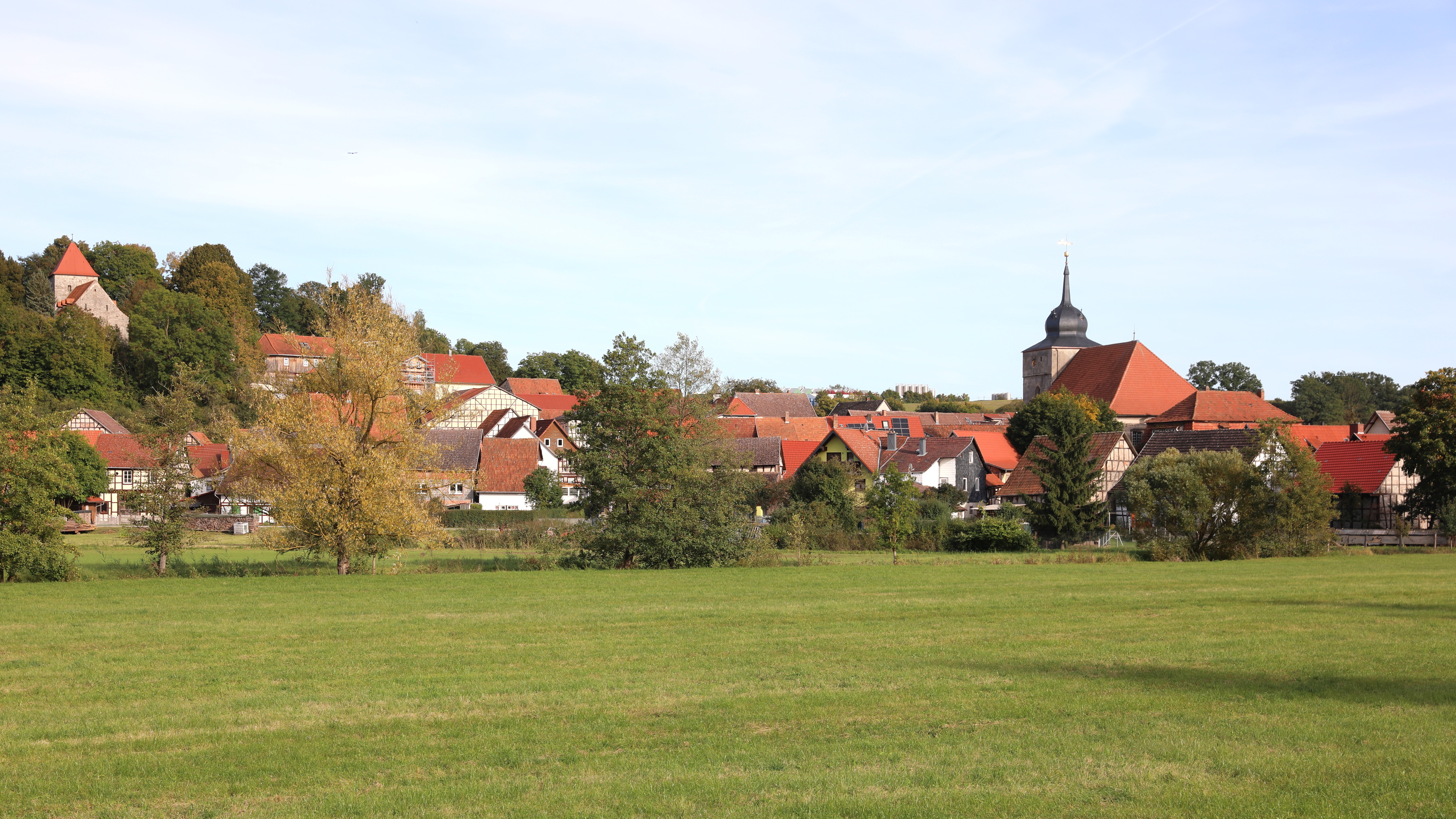
Ummerstadt von Westen

## Geographische Lage
Ummerstadt liegt im Heldburger Land im südlichsten Zipfel des Freistaates Thüringen. Ein großer Teil der Gemarkungsgrenzen ist zugleich Landesgrenze zwischen Thüringen und Bayern, hinter der das Coburger Land liegt. Die Nachbarstadt in Thüringen ist Heldburg, Nachbarstädte in Bayern sind Bad Rodach, Seßlach und Coburg.
Durch seine Lage am Flüsschen Rodach, das über die Itz in den Main entwässert, gehört Ummerstadt zum Einzugsgebiet des Rheins.

## Geschichte
Im Codex Eberhardi, einer Urkundensammlung des Klosters Fulda, deren Kopien um 1140 entstanden, wurden zahlreiche Orte des Grabfeldgaus erstmals genannt. Zu Ummerstadt gehört wohl einer der beiden nicht sicher zuordenbaren Namen „Uundrungeuui“ (Urkunde 507 vom 17. Oktober 837) oder „Gubrahtestat“ (Urkunde 520 vom 2. Oktober 838). In beiden Urkunden werden auch Heldburg und Hellingen genannt. Eine Würzburger Urkunde Nr. 5630 vom 1. Februar 1223 nennt wiederum Heldburg und „Umerstat“ gemeinsam. Ein wettinisches Kopialbuch enthält die Abschrift der verloren gegangenen Stadtrechtsurkunde vom 2. Dezember 1394, die im „Dorf Heldburg“ ausgestellt wurde. Heldburg erhielt am gleichen Tag Stadtrecht. Die Ummerstädter betonten aber, dass sie schon unter den Hennebergern Stadtrechte (also spätestens 1374, dem letzten Jahr der hennebergischen Herrschaft), erhalten hätten, die Urkunde aber verloren gegangen sei. Tatsächlich wurde 1347 im Zusammenhang mit dem Übergang der hennebergischen Pflege Coburg als Mitgift (zu der unter anderem Ummerstadt gehörte) an den Landgrafen von Thüringen und Markgrafen von Meißen, Friedrich III. der Strenge, Ummerstadt eine Stadt genannt. Ummerstadt besitzt damit hennebergisches und wettinisches Stadtrecht.
Auf dem Kirchberg von Ummerstadt befand sich eine Befestigungsanlage. Die Mauer, das Tor und der Torturm sowie Reste des Wallgrabens zeugen noch davon.
Während des Dreißigjährigen Krieges brannten im September 1632 52 Wohnhäuser sowie alle öffentlichen Gebäude ab. In den Folgejahren hatte die Stadt nur noch etwa 100 Einwohner. Elf Jahre später gab es nur noch 26 bewohnte Häuser.
Ab dem 18. Jahrhundert war das Töpferhandwerk der dominierende Wirtschaftszweig der kleinen Stadt.
Durch seine Lage im Grenzgebiet der DDR war Ummerstadt schon vor dem Fall der Mauer einer starken Abwanderung ausgesetzt. Bereits 1952/1953 mussten Bürger, bei denen eine politische Gefahr gesehen wurde, durch Zwangsaussiedlungen an der innerdeutschen Grenze die Stadt verlassen. Hatte Ummerstadt bei Gründung der DDR 1949 noch fast tausend Einwohner, halbierte sich diese Zahl in den folgenden Jahrzehnten fast. Der Ortsteil Erlebach wurde bis 1982 vollständig geräumt. In der zweiten Hälfte der 1980er Jahre wurde Ummerstadt zur kleinsten Stadt der DDR. Nach 1990 setzte sich der Abwanderungstrend unverändert fort. 1992 stimmte die Bevölkerung in einem Bürgerentscheid für den Erhalt der Selbständigkeit Ummerstadts.

### Einwohnerentwicklung

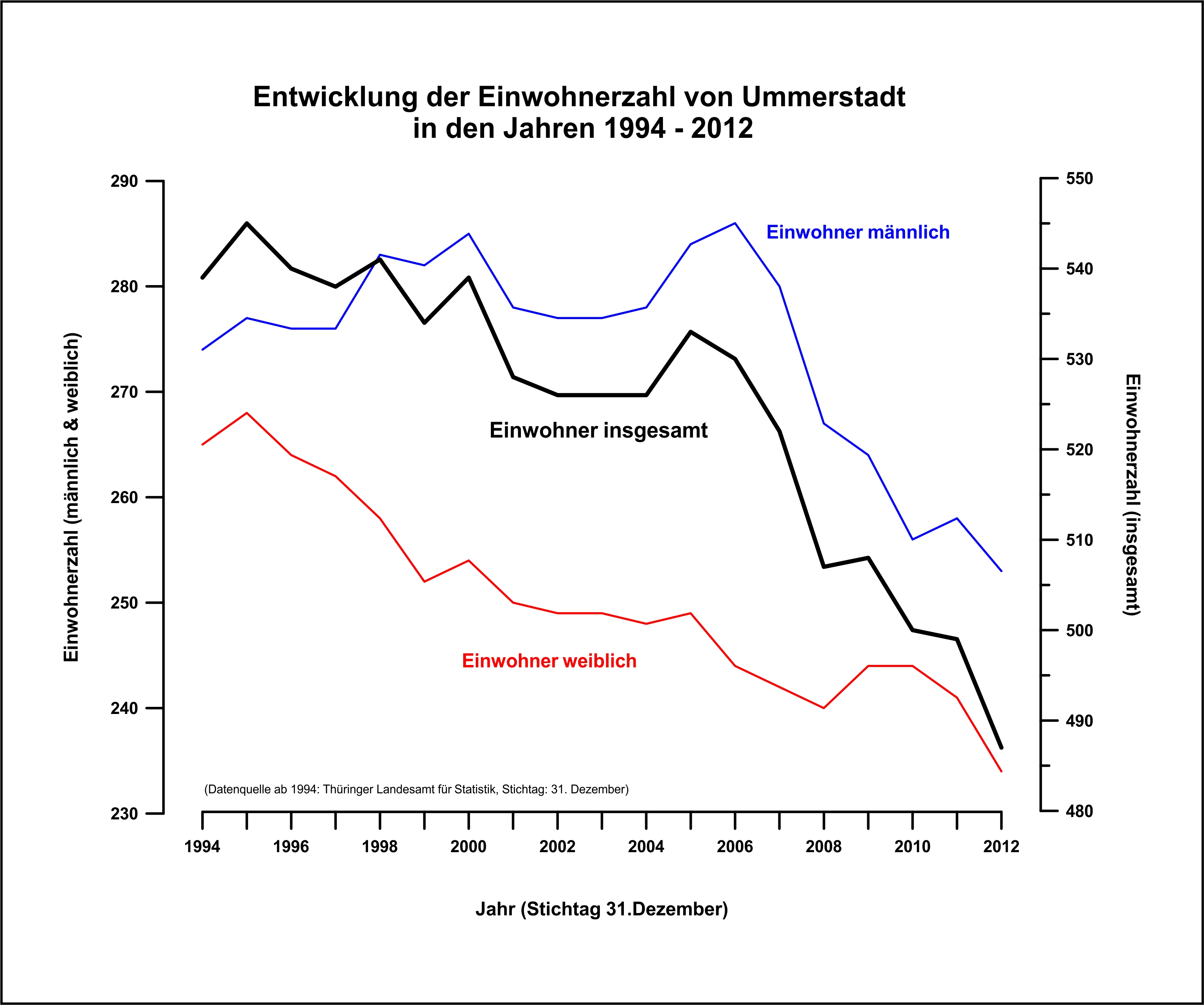
Entwicklung der Einwohnerzahlen der Stadt Ummerstadt

Entwicklung der Einwohnerzahl (31. Dezember):
| - 1861: 887 - 1885: 825 - 1949: 969 - 1983: 600 - 1987: 550 - 1994: 539 - 1995: 545 | - 1996: 540 - 1997: 538 - 1998: 541 - 1999: 534 - 2000: 539 - 2001: 528 - 2002: 526 | - 2003: 526 - 2004: 526 - 2005: 533 - 2006: 530 - 2007: 522 - 2008: 507 - 2009: 508 | - 2010: 500 - 2011: 492 - 2012: 487 - 2013: 488 - 2014: 487 - 2015: 484 - 2016: 474 | - 2017: 462 - 2018: 461 - 2019: 463 - 2020: 468 - 2021: 452 - 2022: 457 |

 Datenquelle ab 1994: Thüringer Landesamt für Statistik

### Dialekt
In Ummerstadt wird wie im Coburger Land der mainfränkische Dialekt Itzgründisch gesprochen.

## Politik

### Stadtrat
Der Stadtrat in Ummerstadt besteht aus fünf Ratsmitgliedern – darunter eine Frau –, die bei der Kommunalwahl am 27. Mai 2024 in einer Mehrheitswahl gewählt wurden. Vier gehören den Freien Wählern und einer der Wählergruppe Für Ummerstadt an. Ein weiterer der Wählergruppe zustehender Sitz konnte nicht besetzt werden.

### Bürgermeister
Der ehrenamtliche Bürgermeister ist seit dem 1. Juli 2022 Florian Lorz. Zuvor war seit 2004 Christine Bardin im Amt.

### Wappen
Blasonierung: Geviert von Gold und Blau, darin vier einander zugewendete Löwen: im ersten und vierten Feld schwarz mit roter Zunge und Bewehrung, im zweiten und dritten siebenmal von Silber und Rot geteilt.
Das Wappen von Ummerstadt zeigt einerseits die markmeißnischen und andererseits die thüringischen Löwen, womit sowohl die ehemalige Zugehörigkeit zum Hause Wettin (als Balthasar von Meißen die alten verlorengegangenen Stadtrechte von neuem bestätigte) als auch zum Lande Thüringen bestätigt wird. Die vier Felder mit den Löwen erschienen erstmals auf einem 1400 entstandenen Siegel.

## Bauwerke
Die gesamte historische Ortslage von Ummerstadt steht unter Denkmalschutz, daneben gibt es zahlreiche Einzeldenkmale.
- Als Denkmal der Stadt- und Verkehrsgeschichte ist die rund 36 Meter lange Rodachbrücke von 1565 von Bedeutung.
- Die Altstadt verfügt noch über ein geschlossenes Fachwerkensemble.
- Besonders sehenswert ist der Marktplatz mit dem historischen Rathaus; nach einem im Sockelgeschoss befindlichen Stein soll es 1558 erbaut worden sein. Es wurde 1682 nach dem „Schwedenbrand“ erneuert. Die zuvor aus Furcht vor weiteren Stadtbränden verputzte und reich geschmückte Hausfassade wurde erst 1929 wieder freigelegt.
- Auf dem Markt befindet sich der Marktbrunnen von 1687 und in der Nähe die evangelische Pfarrkirche St. Bartholomäus.
- Die Bergkirche St. Andreas geht wohl auf eine bereits um das Jahr 880 von schottischen Mönchen angelegte Kapelle zurück und gilt als eine der ältesten Kirchen im Umkreis. Beeindruckend ist auch die später hinzugefügte Wehranlage, die das romanische Gotteshaus noch immer teilweise umgibt. Auf dem anschließenden Gelände befindet sich der Friedhof, von dort führt ein Fußweg zum Pfarrhaus.
- Am Rand der Altstadt befindet sich auch das ehemalige Brauhaus.
- Für die Trinkwasserversorgung und zum Bierbrauen wurde vor Jahrhunderten bereits eine Wasserleitung als „Röhrenfahrt“ angelegt, auf die man sehr stolz ist; die fünf Laufbrunnen in der Ortslage brachten Ummerstadt später den Necknamen „Fünf-Brunnen-Stadt“ ein.[8] Friedhofskirche, ehemalige Stadt- und Wehrkirche

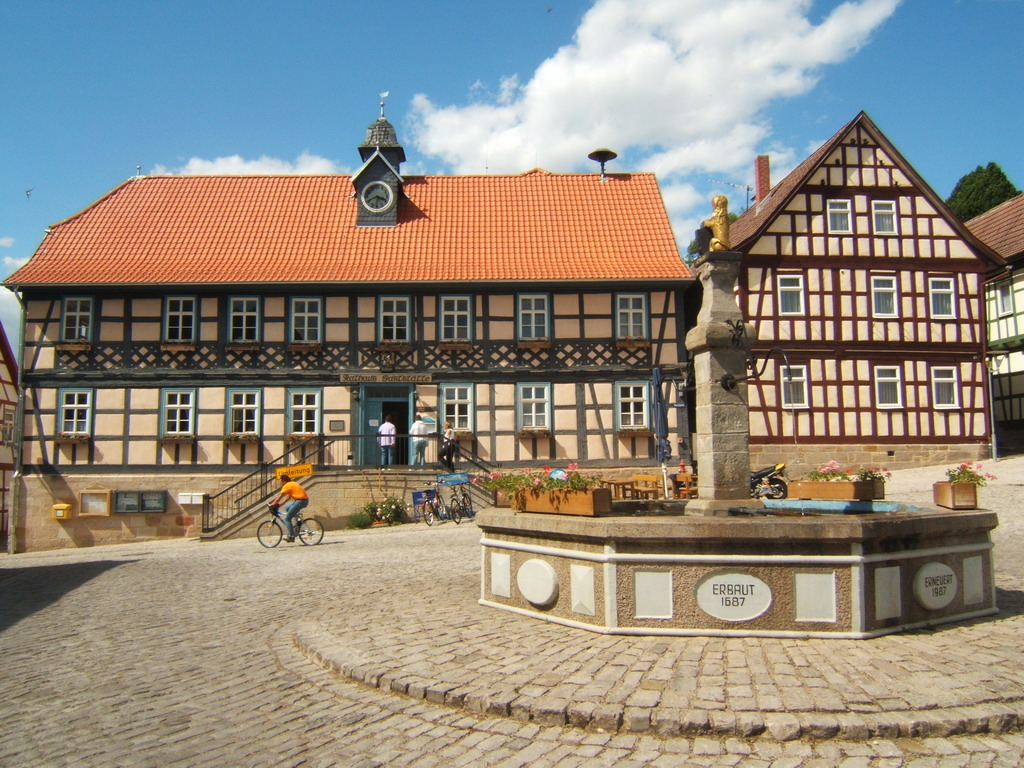
Markt mit Brunnen

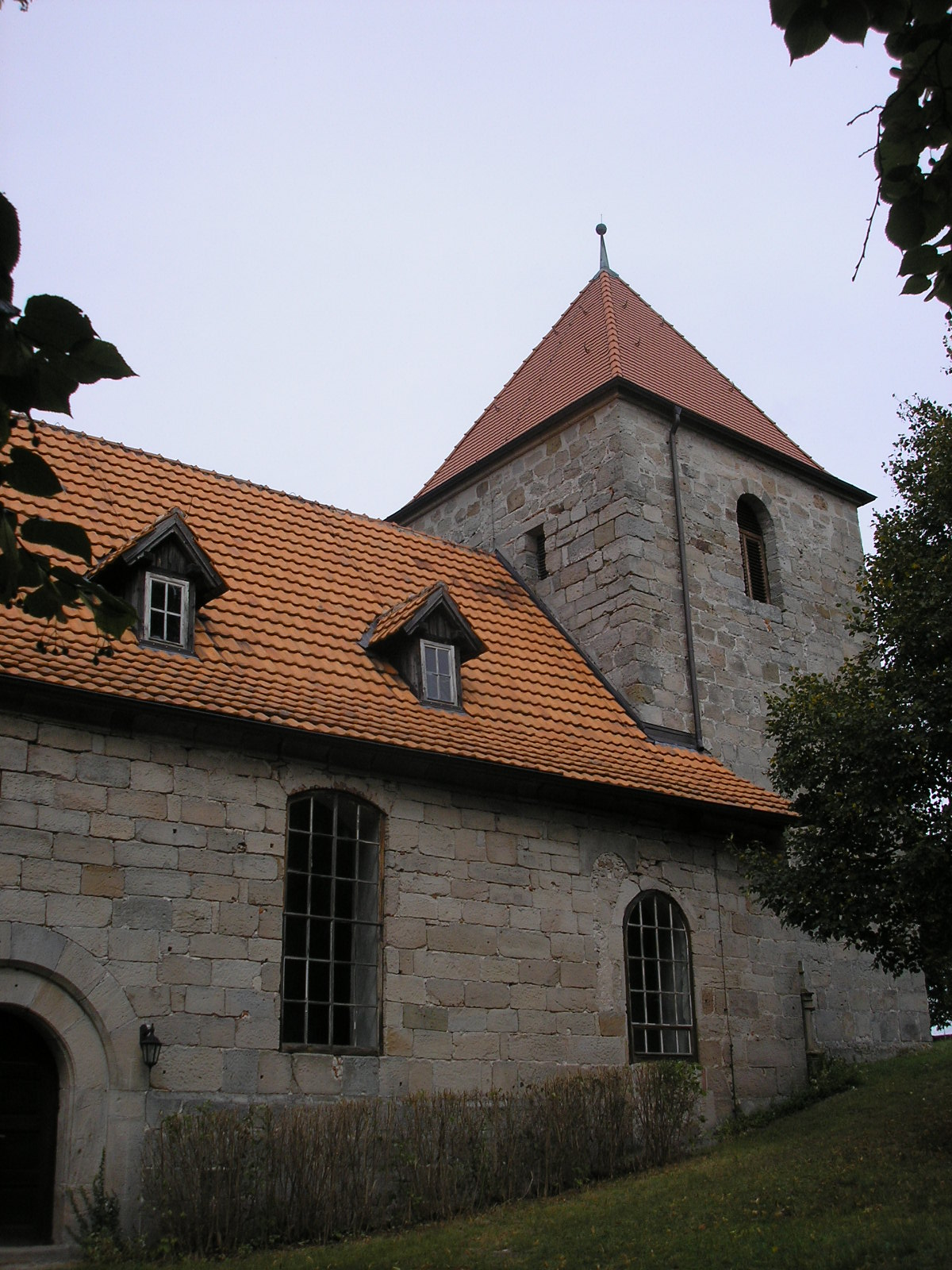
Friedhofskirche, ehemalige Stadt- und Wehrkirche

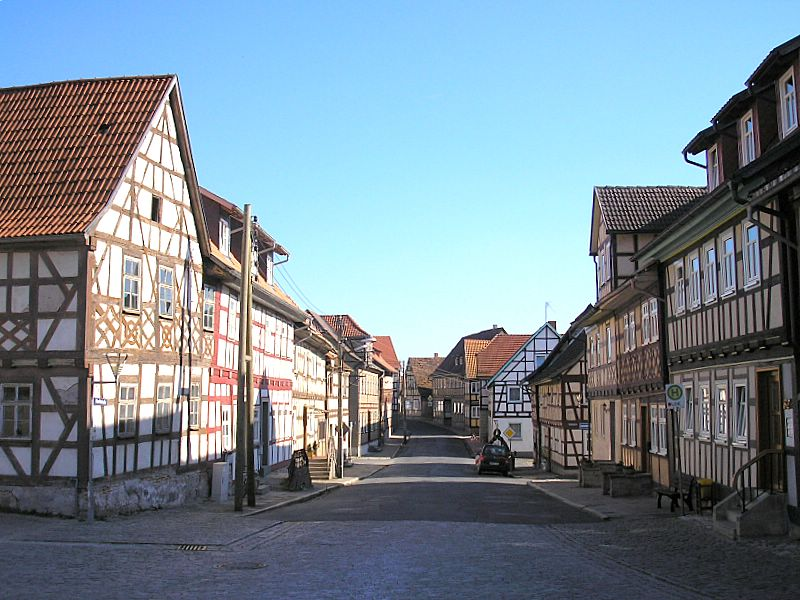
Marktstraße in der historischen Altstadt
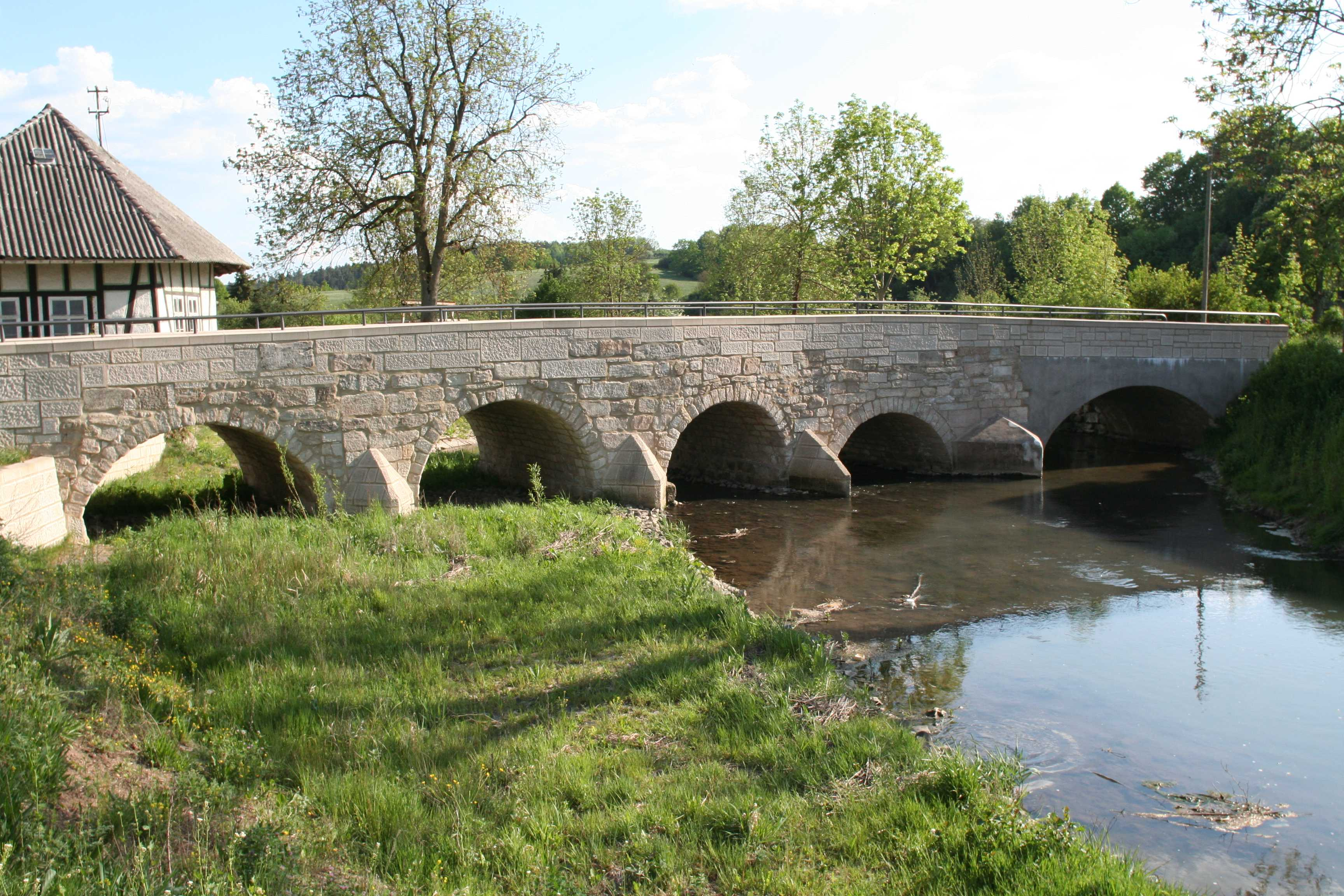
Rodachbrücke von 1565

## Söhne und Töchter der Stadt

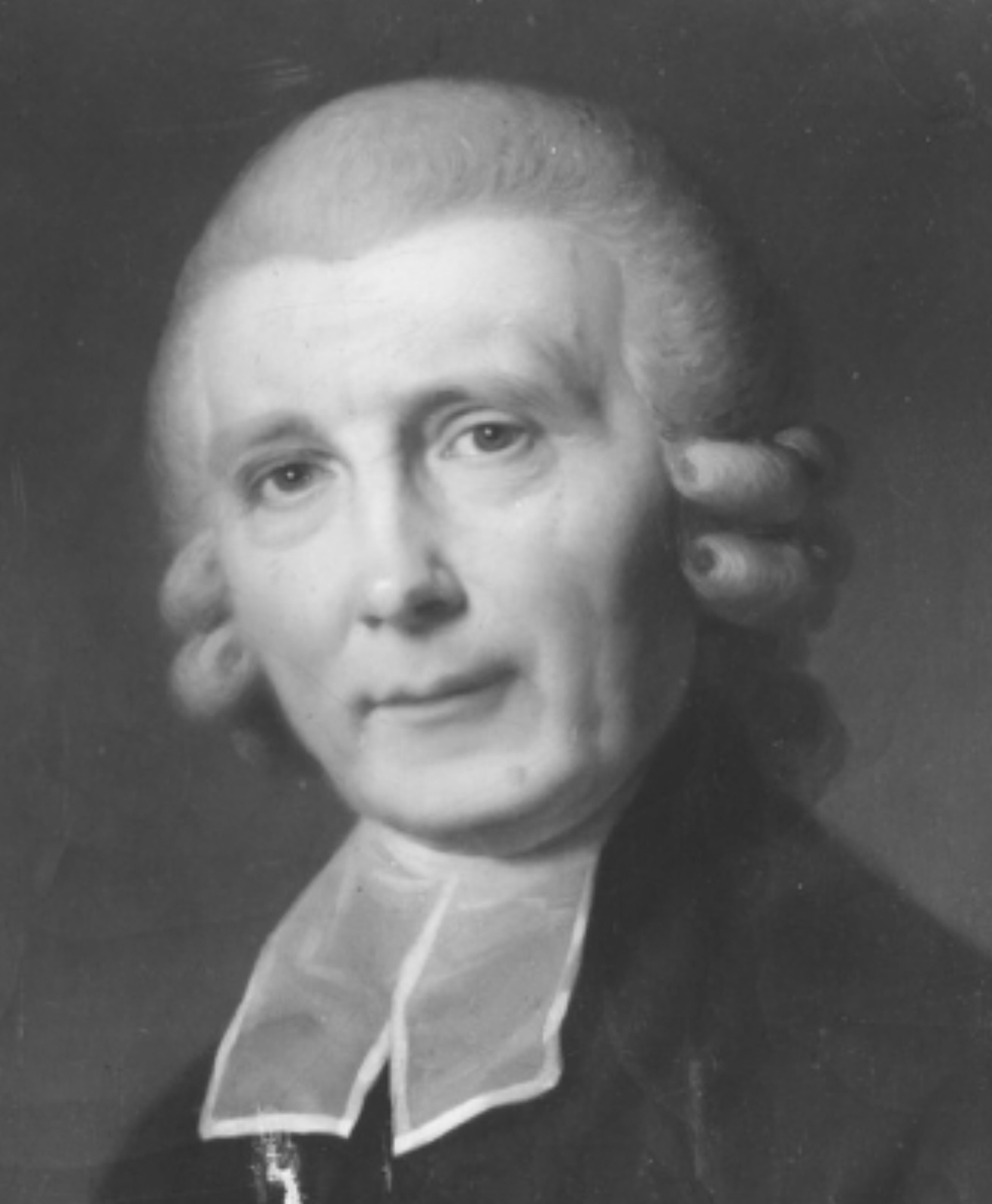
Johann Georg Rosenmüller

- Justus Laurentius Diez (1692–1750), lutherischer Theologe[9]
- Johann Georg Rosenmüller (1736–1815), Theologe, Superintendent der Leipziger Thomaskirche
- Friedrich Konrad Müller (1823–1881), Dichter
- Erich Scharf (1908–1943), kommunistischer Arbeiter, Thüringer KPD-Landtagsabgeordneter, Schutzhäftling und Wehrmachtssoldat.